# سانت استبه د پالاوتردرا
سانت استبه د پالاوتردرا (به اسپانیایی: Sant Esteve de Palautordera) یک شهرستان در اسپانیا است که در بارسلون واقع شده‌است.

## خصوصیات
سانت استبه د پالاوتردرا ۱۰٫۷ کیلومترمربع مساحت و ۲٬۰۷۹ نفر جمعیت دارد و ۲۳۱ متر بالاتر از سطح دریا واقع شده‌است.